# Benny Wenda
Benny Wenda   (Vall de Baliem, 17 d'agost de 1975) és un dirigent independentista de Papua Occidental, que exerceix de president del Moviment Unit d'Alliberament de Papua Occidental (MUAPO) des del 2017.
Wenda viu exiliat al Regne Unit d'ençà l'any 2003 i ha fet funcions de representant de Papua Occidental al Parlament britànìc, Nacions Unides i Parlament Europeu. L'any 2017 va ser nomenat president del MUAPO. Wenda va néixer a Pylramid Village a la regió central de la Vall de Baliem. Durant els bombardejos del 1977 per part d'Indonèsia, Wenda va ser ferit i diversos membres de la seva família van ser assassinats.